# Maria Piera Pastore
Maria Piera Pastore (Borgomanero, 27 febbraio 1959) è una politica italiana.

## Biografia
Si diploma nel 1978 all'Istituto Tecnico Commerciale di Borgomanero e nel 1987 si laurea in Giurisprudenza a Pavia.
Negli anni '80 e '90 svolge attività amministrativa in diverse società del Piemonte e della Lombardia. Dal 1994 al 1997 ricopre la carica di sindaca di Borgomanero. Dal 1998 al 2002 lavora nell'Ufficio Legislativo Enti Locali della segreteria della Lega Nord a Milano e dal 2003 al 2015 è responsabile di quell'ufficio.
Alle elezioni politiche del 2008 viene eletta deputata della XVI legislatura della Repubblica Italiana nella circoscrizione Piemonte 2 per la Lega Nord.